# Приветствие Гейдар-бабе
«Приветствие Гейдар-бабе» (азерб. Heydər Babaya Salam / حيدر بابايه سلام) — поэма азербайджанского иранского поэта Мухаммеда Хусейна Шахрияра, написанная на разговорном азербайджанском языке. Поэма впервые была опубликована в 1954 году, в Тебризе. Эта поэма считается самым важным произведением в азербайджанской литературе в послевоенном Иране. После публикации, поэма Шахрияра быстро обрела популярность среди азербайджанцев Ирана и в Советском Азербайджане, а также во многих местах тюркоязычного мира. 

## Анализ произведения
Гейдар-баба это название холма близ села Хошкнаб неподалёку от Тебриза, родного селения поэта. В поэме Шахрияр выразил свою идентичность как азербайджанца, привязанного к родине, языку и культуре.
В описании Гейдар-бабы Шахрияр использует слово «даглы», означающее как «горный» так и «страдающий», возможно подразумевая репрессивную политику режима Пехлеви по отношению к азербайджанцам. Здесь, в каждой части Азербайджана, Гейдар-баба высится вверх и становится гигантской стеной, которая поддерживает и защищает Азербайджан от врагов.

## Переводы и издания
Поэма была опубликована на азербайджанском языке арабским шрифтом в двух частях в Тебризе, 1954 и 1966 годах.
В 1991 году в Иране было написано симфоническое произведение под названием «Приветствия Гейдар-бабе» и в 1993 году в Азербайджане мугамный исполнитель положил на музыку этого произведения слова Шахрияра. 
В 1970 году, когда издательству со стороны правительства было отказано в разрешении на перепечатку стихотворение на азербайджанском, Шахрияр решил найти способ, чтобы даже неграмотные люди знали «Приветствия Гейдар-бабе». Вскоре начали распространяться подпольные кассеты и влияние поэмы стало даже сильнее, чем если бы он был напечатан.
В 1993 году в Баку был издан сборник произведений поэта, где были опубликованы обе части поэмы на азербайджанской кириллице. В этом же году иранским издательством دفتر خاک، «Приветствия Гейдар-бабе» была опубликована на азербайджанском и персидском языках. На персидский поэму перевёл иранский драматург, уроженец Тебриза, Бахман Форси.
В сентябре 1993 года поэма была впервые опубликована на азербайджанском языке латинским алфавитом, а также в переводе Гасана Джавади на английский язык.

## Интересные факты
Когда члены Союза писателей Азербайджана находились в Тегеране в составе делегации Азербайджана, их принял Высший руководитель Ирана Али Хаменеи. Во время приёма Хаменеи упомянул Шахрияра, рассказал о дружбе с ним и даже прочитал несколько строк из его произведения «Приветствия Гейдар-бабе».